# Kao Jao (labdarúgó)
Kao Jao (Gao Yao) (egyszerűsített kínai: 高尧, hagyományos kínai: 高堯, pinjin, hangsúlyjelekkel: Gāo Yáo; Csingtao, 1978. július 13. – ) kínai válogatott labdarúgó és edző.

## Pályafutása

### Klubcsapatokban
1998 és 2009 között a Santung Lüneng csapatában játszott, melynek tagjaként 1999-ben megnyerte a kínai bajnokságot és a kupát.

### A válogatottban
2000 és 2002 között 6 alkalommal játszott a kínai válogatottban. Részt vett a 2002-es világbajnokságon, de nem lépett pályára egyetlen mérkőzésen sem.

## Sikerei, díjai
Santung Lüneng
- Kínai bajnok (1): 1999
- Kínai kupagyőztes (1): 1999